# San Juan de Aznalfarache (kommunhuvudort)
San Juan de Aznalfarache är en kommunhuvudort i Spanien.   Den ligger i provinsen Provincia de Sevilla och regionen Andalusien, i den sydvästra delen av landet, 400 km sydväst om huvudstaden Madrid. San Juan de Aznalfarache ligger 55 meter över havet och antalet invånare är 20 779.
Terrängen runt San Juan de Aznalfarache är platt. Runt San Juan de Aznalfarache är det mycket tätbefolkat, med 1 956 invånare per kvadratkilometer. Närmaste större samhälle är Sevilla, 6,3 km öster om San Juan de Aznalfarache. Runt San Juan de Aznalfarache är det i huvudsak tätbebyggt.